# Argynnis argyrea
Argynnis argyrea är en fjärilsart som beskrevs av Charles Oberthür 1914. Argynnis argyrea ingår i släktet Argynnis och familjen praktfjärilar. Inga underarter finns listade i Catalogue of Life.